# 额内回
额内回（英語：Medial frontal gyrus）是大脑额叶的一个结构，是额上回在大脑半球的内侧面延展。严格上，额内回和额上回有所不同，但结构上相连。额内回后部与中央旁沟相连，与中央旁小叶相隔。

## 功能
额内回在人脑的决策制定和执行机制中扮演角色。